# Silene argentinensis
Silene argentinensis là loài thực vật có hoa thuộc họ Cẩm chướng. Loài này được Hauman miêu tả khoa học đầu tiên năm 1923.